# Kennedy Tlali Kamoli
Kennedy Tlali Kamoli [kɑˈmʊdi] (* 1965 oder 1966 in Basutoland; meist Tlali Kamoli) ist ein ehemaliger lesothischer General. Er führte im August 2014 nach seiner Absetzung als Kommandeur der Lesotho Defence Force (LDF) einen Putschversuch an, erhielt aber 2015 sein Amt zurück. Unter seiner Führung war das Wirken der Armee mit zahlreichen Gewalttaten verbunden. Am 1. Dezember 2016 verließ er sein Amt als Kommandeur der LDF.

## Leben
Tlali Kamoli wurde 1965 oder 1966 geboren. Er trat mit 18 Jahren der Lesotho Paramilitary Force (LPF) bei, die heutige Lesotho Defence Force (LDF). Er erwarb an der National University of Lesotho einen Bachelor in Public Administration und an der University of Botswana einen Master in Public Relations. 2006 leitete er den Geheimdienst der LDF. Im März 2012 wurde er im Rang eines General Lieutenant zum Kommandeur der LDF befördert.
Am 29. August 2014 setzte ihn der damalige Premierminister Tom Thabane (ABC) ab und ersetzte ihn durch Generalleutnant Maaparankoe Mahao. Am Folgetag verübten Kamoli-treue Soldaten einen Putschversuch gegen die Thabane-Regierung, der durch die Flucht der Regierungsmitglieder und Mahaos und die anschließende Intervention von Truppen aus dem benachbarten Ausland scheiterte. Kamoli weigerte sich, seine Position aufzugeben, und operierte aus einem Versteck; man vermutete, dass er ein großes Waffenarsenal zu seiner Verfügung hätte. Eine Festnahme durch südafrikanische Polizeikräfte erfolgte trotz eines Haftbefehls wegen Landesverrats nicht; stattdessen wurde nach Verhandlungen unter dem südafrikanischen Vizepräsidenten Cyril Ramaphosa im Oktober 2014 beschlossen, dass sich Kamoli, Mahao und der Kommandeur des Lesotho Mounted Police Service bis zu einem vorgezogenen Wahltermin im Ausland aufhalten sollten. 
Die Wahlen 2015 ergaben die Abwahl Thabanes zugunsten von Pakalitha Mosisili, der im Mai 2015 Kamoli rückwirkend zum 29. August 2014 erneut zum Kommandeur berief, da Mahaos Ernennung angeblich ungültig gewesen sei. Im April 2015 erschossen Soldaten einen bekannten Geschäftsmann, der als wichtiger Unterstützer der ABC galt. Kamoli wird auch für die Festnahmen und Folterungen zahlreicher angeblich Mahao-treuer Soldaten verantwortlich gemacht. Am 25. Juni desselben Jahres wurde Mahao von Kamoli-treuen Soldaten erschossen. Daraufhin kam es zu einer Sondersitzung der zuständigen Mitglieder der Southern African Development Community (SADC), die eine Untersuchung anordnete. Die Untersuchungskommission tagte ab Juli 2015 und wurde als Phumaphi-Kommission bekannt. Mosisili weigerte sich lange, den Abschlussbericht der Kommission anzunehmen. Erst als die SADC den Ausschluss Lesothos aus der Gemeinschaft androhte, lenkte Mosisili ein. Im Februar 2016 wurde bekannt, dass im Bericht die Absetzung Kamolis gefordert wird. Kamoli blieb jedoch vorerst weiter im Amt. 
Am 8. November 2016 gab die Regierung bekannt, dass Kamoli gemäß den Vorgaben sein Amt am 1. Dezember des Jahres an Major General Khoantle Motšomotšo abgeben werde. Offenbar geschah dies auch auf Druck der USA, die andernfalls das Handelsabkommen AGOA nicht verlängert hätten. Motšomotšo galt jedoch als loyal zu Kamoli. Trotzdem erschossen im September 2017 zwei Kamoli-treue Offiziere Motšomotšo, offenbar, um einen Putsch durchzuführen. Kurz vor der Tat hatten sich die beiden Offiziere mit Kamoli getroffen. Am 11. Oktober 2017 wurde Kamoli verhaftet und verhört und in der Folge unter anderem des Mordes an einem Polizeioffizier am 30. August 2014 und des 14-fachen versuchten Mordes angeklagt.